# Marbla
Marbla este un gen de molii din familia Lymantriinae.